# Fiat Panda
Fiat Panda är en småbil med halvkombikaross som funnits som modellnamn sedan 1980.
Den är en av de mest framgångsrika Fiat-modellerna sett till antalet tillverkade exemplar med över fyra miljoner tillverkade. Den första modellen såldes i Europa fram till 1996 men fortsatte att tillverkas till 2003. Den andra generationen började säljas 2003 och tillverkades i polska Tichy fram till 2012. Sedan 2012 tillverkas den tredje generationen i Pomigliano d’Arco.

## Generation 1 (1980-2003)

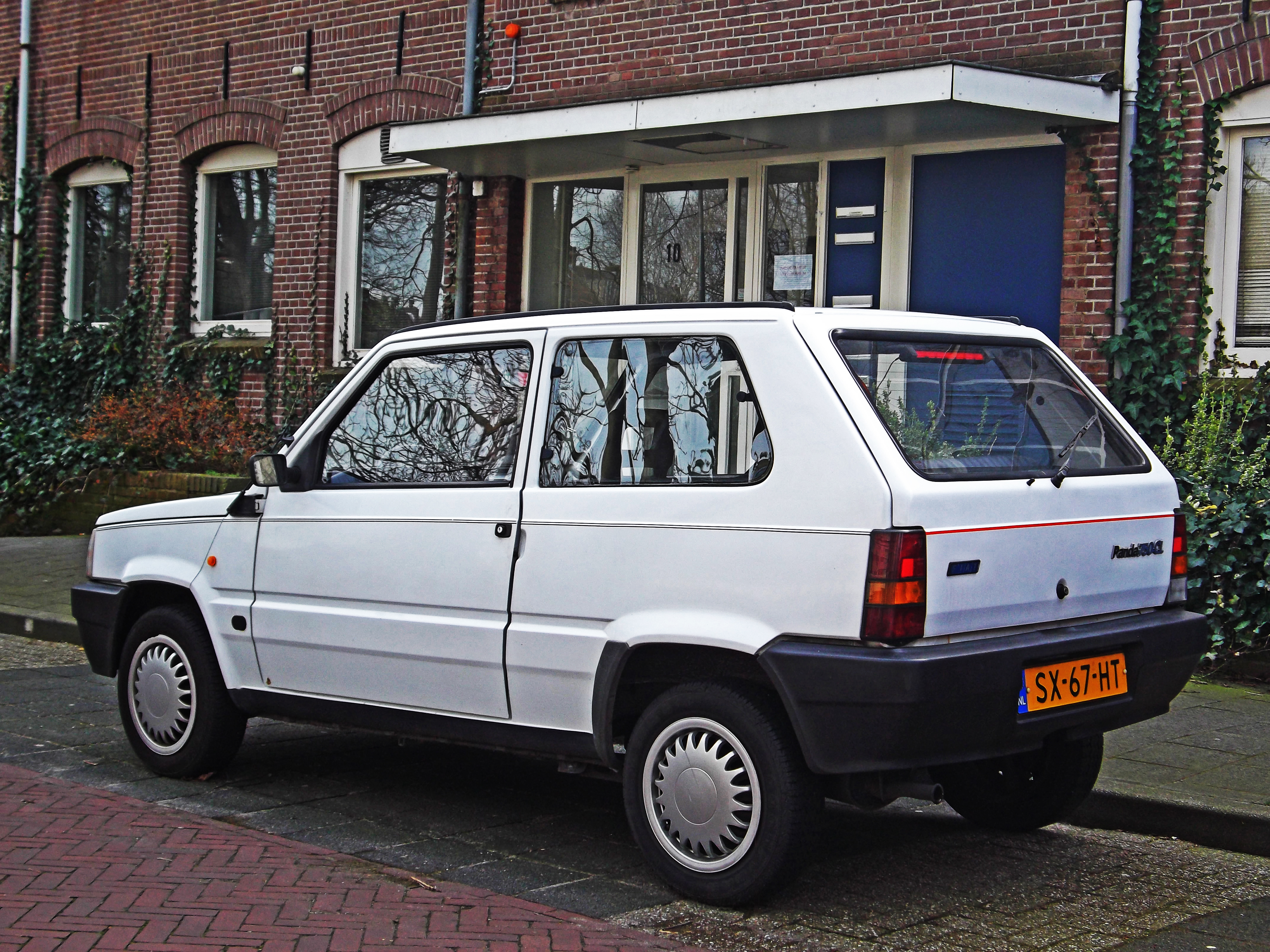
Fiat Panda

Den första generationen Fiat Panda var en bil som marknadsfördes som byggd för att bli billig. Designen till den första Pandan stod Giorgetto Giugiaro för och formen, liksom mekaniken, kännetecknades av enkelhet och funktionalitet. Formgivningen vann också många priser för sin nästan asketiskt sparsmakade och funktionalistiska utstrålning. Lite skämtsamt brukade man säga att den såg ut som kartongen den levererades i. Längden var drygt 3,3 meter, vikten var på knappt 700 kg och motorn som till en början erbjöds var på 0,6 liters slagvolym.
1986 genomgick modellen en mindre ansiktslyftning och såldes i princip i samma utförande fram till 2003 då den nya modellen, ofta kallad Nuova Panda, presenterades. Då hade över 4,5 miljoner exemplar tillverkats. På många marknader fasades den dock ut redan under mitten av 1990-talet, i och med att de betydligt modernare modellerna Cinquecento/Seicento tog marknadsandelar. 
Förutom standardmodellen med halvkombikaross och framhjulsdrift erbjöds en fyrhjulsdriven version, liksom en täckt skåpversion utan baksäte, kallad Van. På vissa marknader fanns även en förstärkt värdetransportsversion, ofta kallad Pansarpandan. Genom åren fanns också en rad olika utrustningspaket, såsom Pink, Dance, Pop, Young, Cosi och Garda med olika färg- och klädselteman. Ett populärt utrustningsalternativ var ett soltak i canvas. Fiat Panda fanns också med eldrift (denna variant importerades inte till Sverige).
Då Fiat i början av 1980-talet ägde SEAT, tillkom snabbt även en version kallad SEAT Panda. 1986 såldes SEAT till Volkswagen och för att undvika patenttvister bytte modellen namn till SEAT Marbella. Dessutom gjordes några kosmetiska förändringar på denna modell.
I Sverige såldes modellen inte i särskilt stora upplagor, möjligen eftersom den var en alltför liten och enkel bil för den svenska marknaden. Panda av generation 1 är idag är en relativt ovanlig syn i Sverige, inte minst den fyrhjulsdrivna, som i Sverige såldes endast 1988.

## Nuova Panda
År 2003 lades Fiat Panda ner efter 23 års tillverkning, men samtidigt presenterades en ny modell med samma namn. Denna version brukar skiljas från den ursprungliga Pandan genom att kallas Nuova Panda, den nya Pandan. Den skulle hetat Gingo, men Renault protesterade och ansåg namnet för likt deras Twingo. Fiat lät den då behålla namnet Panda.
Denna modell skiljer sig kraftigt från ursprungsmodellen; både storleksmässigt och i och med att Nuova Panda har fem dörrar istället för tre. År 2004 utnämndes den till Årets bil i Europa. Modellen finns med antingen fram- eller fyrhjulsdrift (4X4), med traditionellt baksäte och som skåpbil (Van). Sedan introduktionen har flera specialversioner lanserats, däribland en variant med speciella detaljer som formgivits av Alessi. Nuova Panda erbjuds med tre bensinmotorer, 1,1, 1,2 och 1,4 liter, samt med en dieselmotor på 1,3 liters slagvolym. År 2005 gjordes en säkerhetsuppdatering, i och med att ABS-bromsar blev standard, liksom passagerarkrockkudde. 2009 uppdaterades både 1,1- och 1,2-litersmotorn för lägre koldioxidutsläpp, 119 g/km för båda, dvs miljöbilsklass i Sverige.
Fiat Panda är en storsäljare i Europa där Panda ligger runt tionde plats i försäljningen. Den 5 september 2007 hade en miljon Nuova Panda byggts.

### I Sverige
I Sverige såldes till en början bara med 1,2 liters bensinmotor, men den kompletterades 2007 med 1,3 litersdieseln, vilken också uppfyllde svensk miljöbilsklassning med 114 g/km i koldioxidutsläpp. Första året prissattes den tämligen högt, men priset sänktes successivt. Under 2008 letade sig även en gasvariant in till Sverige. Den har chassi från de fyrhjulsdrivna versionerna, men istället för kardanklumpar mm göms gastuberna, varför innerutrymmena är intakta.
I ett test i Vi Bilägare 2007 ansågs Fiat Panda 4x4 vara ett mycket bra och ekonomiskt val för en liten familj med behov av extra framkomlighet.
T o m 2008 hade 670 Panda sålts i Sverige, varav 102 miljödieslar. 